# Lijst van burgemeesters van Wieringen
Dit is een lijst van burgemeesters van de voormalige Nederlandse gemeente Wieringen in de provincie Noord-Holland tot die gemeente op 1 januari 2012 opging in de nieuwe gemeente Hollands Kroon.
| Ambtsperiode | Naam burgemeester                 | Partij of stroming | Bijzonderheden                                                                |
| ------------ | --------------------------------- | ------------------ | ----------------------------------------------------------------------------- |
| 1820 - 1834  | Pieter van Pomeren                |                    | eerst schout en daarna burgemeester tot zijn overlijden d.d. 30 augustus 1834 |
| 1834 - 1859  | Jacobus (J.) van Hengel           |                    |                                                                               |
| 1860 - 1888  | Pieter Maats                      |                    |                                                                               |
| 1888 - 1896  | C.J.J.H. van Kempen               |                    |                                                                               |
| 1896 - 1902  | L.C. Kolff sr.                    |                    |                                                                               |
| 1902 - 1910  | F.C.A.H.L. Cavaljé                |                    |                                                                               |
| 1910 - 1920  | A. Peereboom                      |                    |                                                                               |
| 1920 - 1922  | L.C. Kolff sr.                    |                    |                                                                               |
| 1922 - 1942  | L.C. Kolff jr.                    |                    | zoon van L.C. Kolff sr.                                                       |
| 1943 - 1945  | A. van Diemen                     | NSB                | tot 1943 waarnemend burgemeester                                              |
| 1945 - 1958  | L.C. Kolff jr.                    |                    |                                                                               |
| 1958 - 1968  | C.J. Schellinger                  | PvdA               |                                                                               |
| 1968 - 1976  | Klaas (K.D.) Dorsman              | PvdA               |                                                                               |
| 1976 - 1982  | Bert (L.W.) Stam                  | PvdA               |                                                                               |
| 1983 - 1995  | Jacques (J.D.) Post               | PvdA               |                                                                               |
| 1995 - 1996  | Hans (H.) Smit                    | PvdA               | waarnemend                                                                    |
| 1996 - 2004  | Jan (J.G.A.) Baas                 | PvdA               |                                                                               |
| 2004 - 2005  | Marjan (M.J.P.) van Kampen-Nouwen | CDA                | waarnemend                                                                    |
| 2005 - 2006  | Mw. Drs. Titia (T.J.) Lont        | CDA                |                                                                               |
| 2006 - 2011  | Marjan (M.J.P.) van Kampen-Nouwen | CDA                | tot 2008 waarnemend                                                           |